# 3553 Mera
3553 Mera è un asteroide near-Earth. Scoperto nel 1985, presenta un'orbita caratterizzata da un semiasse maggiore pari a 1,6444622 UA e da un'eccentricità di 0,3203370, inclinata di 36,76762° rispetto all'eclittica.